# Rynek (Tatry)

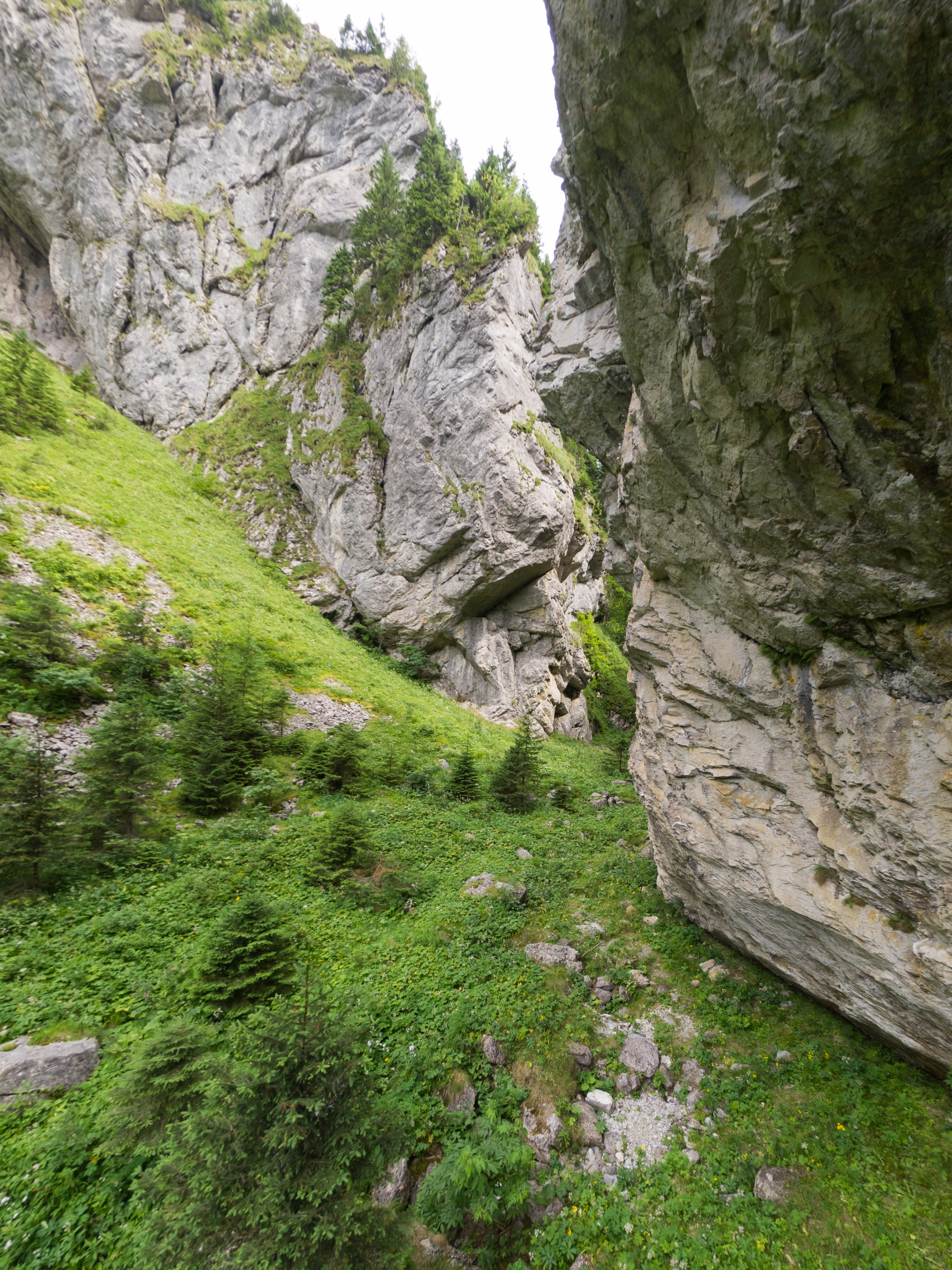
Rynek w Wąwozie Kraków, po lewej stronie ściana Kościoła, po prawej – Baszty

Rynek – rówień na dnie środkowej części Wąwozu Kraków w Dolinie Kościeliskiej w Tatrach Zachodnich. Ma długość około 100 m, jest pozioma i trawiasta. Na południowo-wschodnim skraju Rynku, po obydwu stronach wąwozu, znajduje się skalna brama utworzona przez dwie wybitne turnie; po orograficznie prawej stronie jest to ściana Ptakowej Turni z nyżami (Kościół), po stronie lewej Baszta. Z Rynku prowadzi dość wyraźna ścieżka na Przełęcz za Saturnem, a także kilka innych dróg taternickich opisanych przez Władysława Cywińskiego w tomie 3 jego szczegółowego przewodnika Tatry.